# Oswaldo Simões Filho
Oswaldo Cupertino Simões Filho (ur. 12 października 1952 w Recife) – brazylijski judoka. Olimpijczyk z Moskwy 1980, gdzie zajął dziesiąte miejsce w wadze ciężkiej.
Siódmy na mistrzostwach świata w 1973 i 1975; uczestnik zawodów w 1979. Złoty i brązowy medalista igrzysk panamerykańskich w 1979. Zdobył pięć medali na mistrzostwach panamerykańskich w latach 1978 - 1982. Wygrał akademickie MŚ w 1978 roku. 

## Letnie Igrzyska Olimpijskie 1980
| Konkurencja | Eliminacje            | Klas. końcowa |
| Konkurencja | Przeciwnik I          | Miejsce       |
| ----------- | --------------------- | ------------- |
| +95 kg      | Kim Myong-gyu (PRK) P | 10.           |